# Tugaya
Tugaya is een gemeente in de Filipijnse provincie Lanao del Sur in het noorden van het eiland Mindanao. Bij de laatste census in 2007 had de gemeente ruim 24 duizend inwoners.

## Geografie

### Bestuurlijke indeling
Tugaya is onderverdeeld in de volgende 23 barangays:
| - Bagoaingud - Buadi Alawang - Buadi Dico - Bubong - Campong Talao - Cayagan - Dandanun - Dilimbayan - Gurain - Lumbac - Maidan - Mapantao | - Pagalamatan - Pandiaranao - Pindolonan I - Pindolonan II - Poblacion - Putad - Raya - Sugod I - Sugod Mawatan - Sumbaga Rogong - Tangcal |

## Demografie
Tugaya had bij de census van 2007 een inwoneraantal van 24.017 mensen. Dit zijn 3.878 mensen (19,3%) meer dan bij de vorige census van 2000. De gemiddelde jaarlijkse groei komt daarmee uit op 2,46%, hetgeen hoger is dan het landelijk jaarlijks gemiddelde over deze periode (2,04%). Vergeleken met de census van 1995 is het aantal mensen met 6.465 (36,8%) toegenomen.

De bevolkingsdichtheid van Tugaya was ten tijde van de laatste census, met 24.017 inwoners op 155,1 km², 154,8 mensen per km².